# Gymnothorax cribroris
Gymnothorax cribroris är en fiskart som beskrevs av Gilbert Percy Whitley 1932. Gymnothorax cribroris ingår i släktet Gymnothorax och familjen Muraenidae. Inga underarter finns listade i Catalogue of Life.